# Unione Sportiva Civitanovese 1985-1986
Questa pagina raccoglie le informazioni riguardanti l'Unione Sportiva Civitanovese nelle competizioni ufficiali della stagione 1985-1986.

## Rosa
| N. |                   | Ruolo | Calciatore           |
| -- | ----------------- | ----- | -------------------- |
|    | Italia (bandiera) | A     | Gabriele Baldassarri |
|    | Italia (bandiera) | A     | Carlo Ballarini      |
|    | Italia (bandiera) | A     | Gianni Boccia        |
|    | Italia (bandiera) | D     | Andrea Bruniera      |
|    | Italia (bandiera) | C     | Giorgio Carrer       |
|    | Italia (bandiera) | P     | Mario Ciaramitaro    |
|    | Italia (bandiera) |       | Cognini              |
|    | Italia (bandiera) |       | Di Giacomi           |
|    | Italia (bandiera) | C     | Paolo Esposto        |
|    | Italia (bandiera) | C     | Luca Fermanelli      |
|    | Italia (bandiera) | D     | Daniele Fiorelli     |
|    | Italia (bandiera) | C     | Giovanni Francavilla |
|    | Italia (bandiera) | C     | Alfredo Fulvi        |
|    | Italia (bandiera) | P     | Stefano Grilli       |

| N. |                   | Ruolo | Calciatore              |
| -- | ----------------- | ----- | ----------------------- |
|    | Italia (bandiera) | A     | Claudio Lelli           |
|    | Italia (bandiera) | D     | Giuseppe Lilli          |
|    | Italia (bandiera) |       | Morreale                |
|    | Italia (bandiera) | C     | Mirco Paganelli         |
|    | Italia (bandiera) | D     | Mauro Perugini          |
|    | Italia (bandiera) | P     | Giordano Pezzoni        |
|    | Italia (bandiera) | A     | Cosimo Damiano Pistillo |
|    | Italia (bandiera) |       | Polidori                |
|    | Italia (bandiera) | C     | Antonio Regoli          |
|    | Italia (bandiera) | C     | Orfeo Rossi             |
|    | Italia (bandiera) | D     | Marco Sereno            |
|    | Italia (bandiera) | C     | Sergio Sopranzi         |
|    | Italia (bandiera) | D     | Filippo Torresi         |
|    | Italia (bandiera) | C     | Claudio Tridici         |